# Callicista
Callicista är ett släkte av fjärilar. Callicista ingår i familjen juvelvingar.
Kladogram enligt Catalogue of Life:
| Callicista | \| \| Callicista arecibo \| \| \| \| \| \| Callicista clarionica \| \| \| \| \| \| Callicista columella \| \| \| \| \| \| Callicista istapa \| \| \| \| \| \| Callicista modesta \| \| \| \| \| \| Callicista ocellifera \| \| \| \| \| \| Callicista sanguinalis \| \| \| \| \| \| Callicista socorroica \| \| \| \| \| \| Callicista tucumana \| \| \| \| |
|            | \| \| Callicista arecibo \| \| \| \| \| \| Callicista clarionica \| \| \| \| \| \| Callicista columella \| \| \| \| \| \| Callicista istapa \| \| \| \| \| \| Callicista modesta \| \| \| \| \| \| Callicista ocellifera \| \| \| \| \| \| Callicista sanguinalis \| \| \| \| \| \| Callicista socorroica \| \| \| \| \| \| Callicista tucumana \| \| \| \| |
|            | Callicista arecibo |
|            | |
|            | Callicista clarionica |
|            | |
|            | Callicista columella |
|            | |
|            | Callicista istapa |
|            | |
|            | Callicista modesta |
|            | |
|            | Callicista ocellifera |
|            | |
|            | Callicista sanguinalis |
|            | |
|            | Callicista socorroica |
|            | |
|            | Callicista tucumana |
|            | |